# Langsdorffia heterotepala
Langsdorffia heterotepala är en tvåhjärtbladig växtart som beskrevs av L.J.T.Cardoso, R.J.V.Alves och J.M.A.Braga. Langsdorffia heterotepala ingår i släktet Langsdorffia och familjen Balanophoraceae. Inga underarter finns listade i Catalogue of Life.